# Tobel (Sigmarszell)
Tobel (mundartlich: Dobəl) ist ein Gemeindeteil der Gemeinde Sigmarszell im bayerisch-schwäbischen Landkreis Lindau (Bodensee).

## Geographie
Der Weiler liegt circa 3,5 Kilometer südwestlich des Hauptorts Sigmarszell. Westlich der Ortschaft befindet sich das Bösenreut Tobel mit dem Geotop der Moränensedimente. Das Tobel bildet hier die Gemeindegrenze zur Stadt Lindau. Nördlich verläuft die Bundesstraße 31 und im Osten die Bundesautobahn 96.

## Ortsname
Der Ortsname stammt vom mittelhochdeutschen Wort tobel für Tobel, Waldtal, Vertiefung. Möglich sind auch das lateinische Wort tubus für Wasserrinne oder das Verb toben, tosen.

## Geschichte
Tobel wurde erstmals urkundlich im Jahr 1360 mit ab dem Tobel das gůt ze Tobel  erwähnt. 1626 wurden vier Häuser im Ort gezählt. Im Jahr 1771 fand die Vereinödung Tobels statt.

## Baudenkmäler
Siehe: Liste der Baudenkmäler in Tobel